# Ouragan Debby (2024)
Pour les articles homonymes, voir Cyclone tropical Debby.
L’ouragan Debby est le quatrième cyclone tropical et le second ouragan de la saison 2024 dans l'Atlantique nord. Provenant d'une zone orageuse dans l'Atlantique tropical qui a pris plusieurs jours à atteindre les Antilles, ce n'est que le 3 août que le National Hurricane Center l'a classé dépression tropicale Quatre sur Cuba, puis tempête tropicale Debby dans le détroit de Floride. Elle a remonté ensuite vers le nord sur des eaux très chaudes, et ne subissant qu'un faible cisaillement des vents en altitude. Longeant la côte ouest floridienne, Debby a atteint le niveau d'ouragan de catégorie 1 de l'échelle de Saffir-Simpson juste avant de frapper la côte dans la région du Big Bend Coast le 5 août. Faiblissant ensuite à tempête tropicale en traversant le nord de la Floride et le sud de la Géorgie. Le système est retourné en mer au large de la Caroline du Sud les 6 et 7 août avant de frapper la côte pour la second fois et de rentrer dans les terres de cet État le 8 août.
Devenant post-tropicale au dessus de la Caroline du Nord en soirée, l'ex-Debby s'est ensuite dirigée vers le nord-est pour traverser tout le Mid-Atlantic, la Nouvelle-Angleterre et l'Est du Canada, en particulier le Québec, les 9 et 10 août. Après être passée sur Terre-Neuve, la tempête a traversé l'Atlantique Nord avant d'être absorbée par une dépression sur l'Islande le 13 août. Partout où Debby est passée, elle a laissé des accumulations de pluie record, causant des inondations et au moins 9 décès en plus de laisser plusieurs milliards de dégâts. Les effets de l'ex-Debby et de l'ex-Beryl sont cités comme les seconds phénomènes météorologiques de 2024 au Canada.

## Évolution météorologique

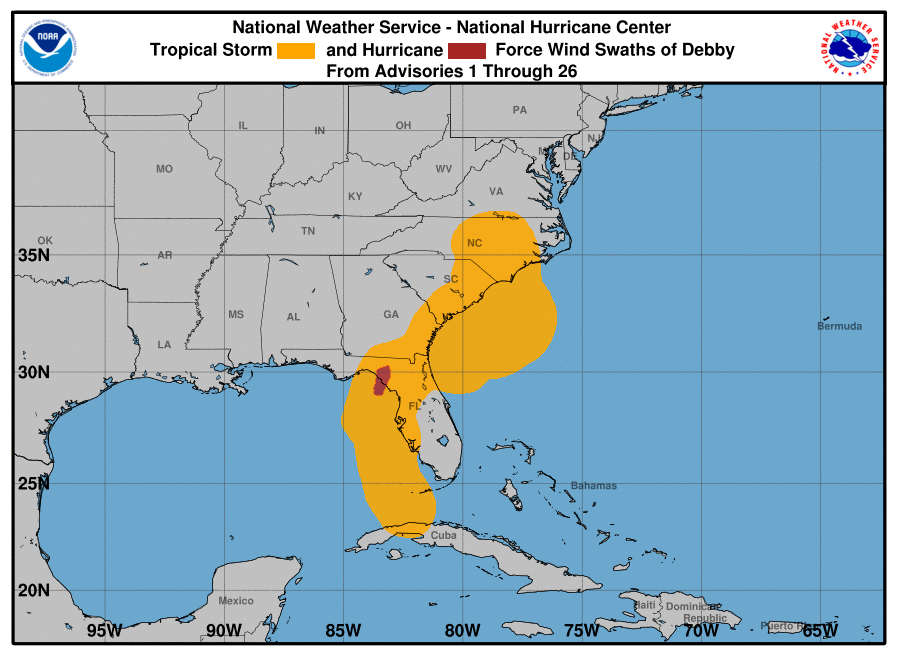
Couloir de vents associés avec Debby : orange pour vent de tempête et rouge pour ceux d'ouragan.

Le 26 juillet, le NHC a commencé à suivre une zone orageuse désorganisée au milieu de l'Atlantique tropical ayant un potentiel à long terme de se développer au large des Grandes Antilles ou des Bahamas. Le système est passé au large du nord des Petites Antilles à la fin juillet, toujours très désorganisé mais plus étendu. Le 2 août à 15 h UTC, un premier bulletin a été émis par le NHC pour le cyclone tropical potentiel Quatre rendu sur le sud-est de Cuba. Étant donné qu'il devait entrer sur les eaux très chaudes de l'est du golfe du Mexique dans moins de 24 heures, des veilles cycloniques ont été émises pour le sud et l'ouest de la Floride et le gouverneur de l'État, Ron DeSantis, a mis 54 comtés en état d'urgence.
Selon les observations de 3 h UTC le 3 août, le système avait développé un centre fermé en surface et le NHC l'a reclassé dépression tropicale au large de Trinidad sur la côte centre-sud de Cuba. À 18 h UTC, son centre était entrée sur le détroit de Floride, un peu à l'ouest de La Havane, et le système est devenu une tempête tropicale nommée Debby trois heures plus tard ce qui a rehaussé l'alerte cyclonique pour la Floride. Le 4 août, Debby a poursuivi son chemin vers le nord au large de l'ouest de la côte floridienne tout en s'intensifiant. L'alerte cyclonique a été étendue à la Géorgie et aux Carolines et le Storm Prediction Center a émis des veilles de tornade pour certains secteurs de la Floride. Le gouverneur Brian Kemp a mis la Géorgie en état d'urgence et le gouverneur Henry McMaster de Caroline du Sud a fait de même,.

Debby traversant le nord de la Floride et sortant sur l'Atlantique.

À 3 h UTC le 5 août, après le rapport de deux avions de reconnaissance, le NHC a rehaussé Debby à ouragan de catégorie 1 en approche de la Big Bend Coast. À 11 h UTC, le centre de Debby a touché la côte près de Steinhatchee (Floride) avec des vents soutenus de 130 km/h et une pression centrale de 979 hPa. Le système est rapidement retombé à tempête tropicale en entrant dans les terres du nord de la Floride et a considérablement ralenti son mouvement vers le nord-est. Le centre est entré dans le sud de la Géorgie en fin de journée.
En fin de matinée le 6 août, la tempête tropicale Debby a atteint la côte atlantique au sud-est de Savannah (Géorgie) et s'est mise à dériver lentement vers l'est-nord-est. Elle s'est engagée sur l'océan en soirée mais tout en restant près de la côte. Le 7 au matin, elle a repris légèrement de l'intensité au large de la Caroline du Sud mais la convection organisée en bandes était bien éloignée du centre se propageant dans l'est de la Caroline du Nord.

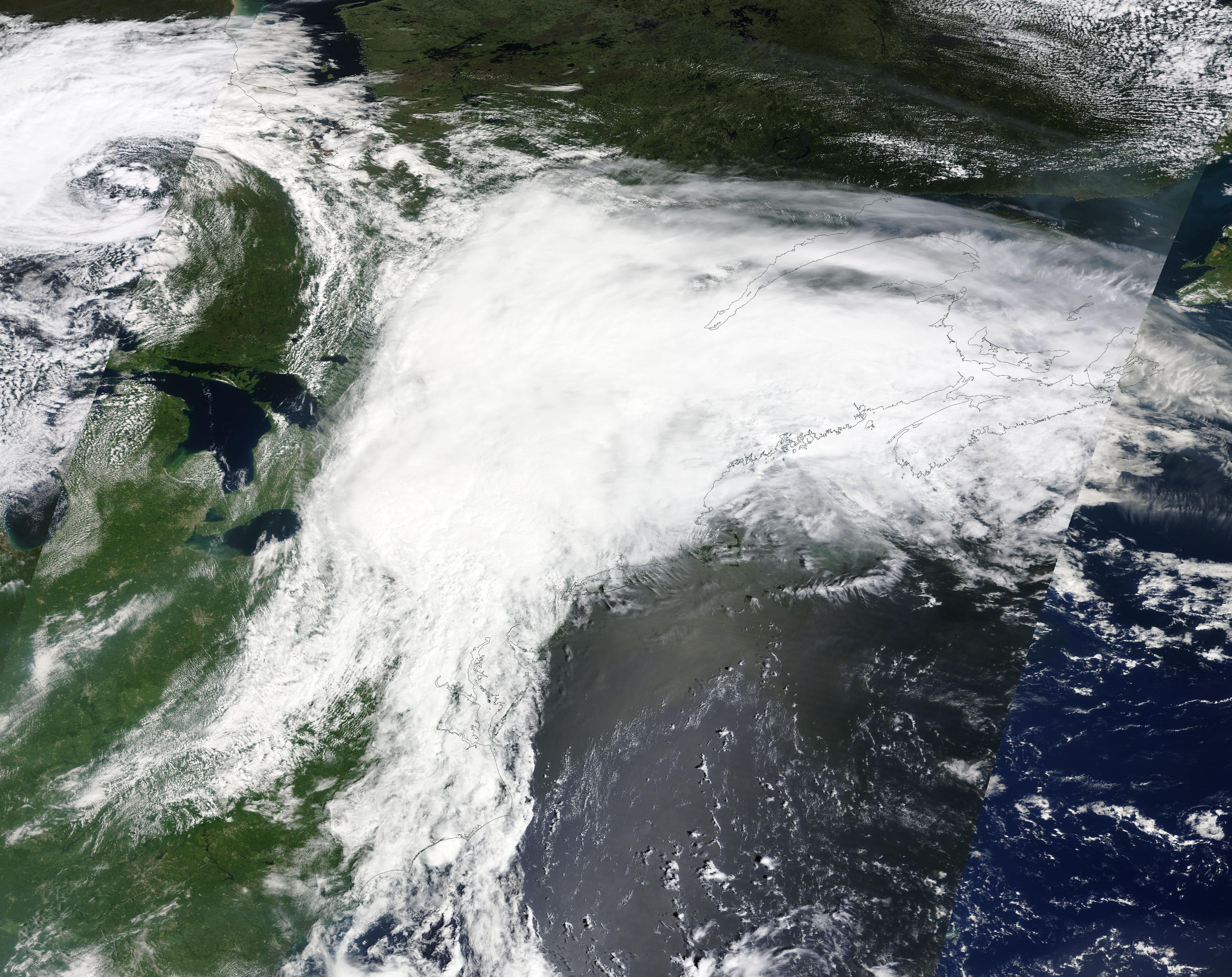
Tempête post-tropicale Debby le 9 août vers.

La nuit du 7 au 8 août, Debby est revenue dans les terres, entrant à Bulls Bay, juste à l'est de Charleston (Caroline du Sud), se déplaçant très lentement à 11 km/h vers le nord-ouest tout en produisant toujours des pluies torrentielles malgré son affaiblissement. Les observations de surface et les données du radar météorologique indiquaient ensuite que les vents les plus forts étaient à proximité de la côte et juste au large du sud de la Caroline du Nord. À 21 h UTC le 8, Debby a été rétrogradée à dépression tropicale après être entrée sur la Caroline du Nord au sud-est de Charlotte. Le National Hurricane Center a alors passé la responsabilité du suivi au Weather Prediction Center (WPC).
Au bulletin de 3 h UTC le 9 août, la plupart du Mid-Atlantic et de la Nouvelle-Angleterre était sous avertissements de fortes pluies et de risque d'inondations aux États-Unis. Le Service météorologique du Canada avaient aussi des tels avertissements pour l'est de l'Ontario, le sud du Québec et une partie du Nouveau-Brunswick. À 9 h UTC, le WPC a estimé que Debby était devenu une une dépression frontale sur le nord de la Virginie mais étendant sa zone de pluie juste qu'au Québec. À 21 h UTC, la dépression était rendu à l'est de Watertown (New York) et son déplacement était en accélération vers le nord-est.
À 3 h UTC le 10 août, la tempête frontale passait au sud de la ville de Québec. À 12 h UTC, elle était rendue près de l'île d'Anticosti. Douze heures plus tard, les restes de Debby avaient traversé la péninsule nord de Terre-Neuve et se retrouvait dans l'Atlantique. À 0 h UTC le 12 août, l'ex-Debby était rendue à mi-chemin de l'Irlande. Vingt-quatre heures plus tard, elle atteignait le nord des îles Britanniques où elle s'est fusionnée avec une autre dépression venant de l'Atlantique Nord près de l'Islande.

## Conséquences
| Pays       | État/Province    | Morts | Dommages milliards $US | Ref    |
| ---------- | ---------------- | ----- | ---------------------- | ------ |
| États-Unis | Floride          | 5     | ~ 12,3                 | ,      |
| États-Unis | Géorgie          | 1     | ~ 12,3                 | [ 28 ] |
| États-Unis | Caroline du Nord | 2     | ~ 12,3                 | [ 29 ] |
| Canada     | Quebec           | 1     | ~ 2                    | ,      |
| Total      |                  | 9     | 14,3                   | ,      |

### Antilles
Le précurseur de Debby a donné des orages sur Hispaniola, Porto Rico et les Bahamas. Le service météo américain a émis des avertissements d'inondation pour 33 municipalités de Porto Rico, principalement pour la moitié est de l'île.
L'ouest de Cuba a aussi subi des pluies torrentielles, provoquant de l'aquaplanage à La Havane, les précipitations les plus fortes étant enregistrées dans le secteur de Cerro. Les précipitations maximales ont été enregistrées dans la province d'Artemisa avec 265 mm à l'aqueduc Maurín à Bauta.

### États-Unis
Le NHC a alerté les autorités et le public de pluies donnant des accumulations possiblement records dans le nord de la Floride, le sud-est de la Géorgie, la plaine côtière de la Caroline du Sud ainsi que le centre et nord-est de la Caroline du Nord lors du passage lent de Debby du 5 au 10 août ce qui entraîneraient des inondations catastrophiques dans certaines zones. Le gouverneur de Floride a activé 3 000 membres de la Garde nationale de Floride après avoir mis une bonne partie de l'État en état d'urgence. Dans tout l'État, des sites de dépôt de sacs de sable ont été ouverts. Dans les comtés de Franklin, de Citrus et de Levy, des évacuations obligatoires ont été émises pour les îles barrières et les régions côtières à cause de l'importance onde de tempête prévue. Les gouverneurs de Géorgie, des Carolines et de Virginie ont pris des mesure similaires. Les horaires des services passagers d'Amtrak vers les régions menacées ont été modifiés ou annulés du 6 au 8 août.
Un premier estimé des dégâts aux États-Unis se montait à au moins  2 milliards $US aux États-Unis. Une simulation de First Street Recreation prenant en compte l'étendue des inondations, les lacunes de la couverture d'assurance et les estimations des dommages a prédit que 78 % des propriétés touchées par l'ouragan étaient situées en dehors de la zone inondable désignée par la FEMA et que les dommages totaux devaient se monter à 12,3 milliards $US.

#### Floride

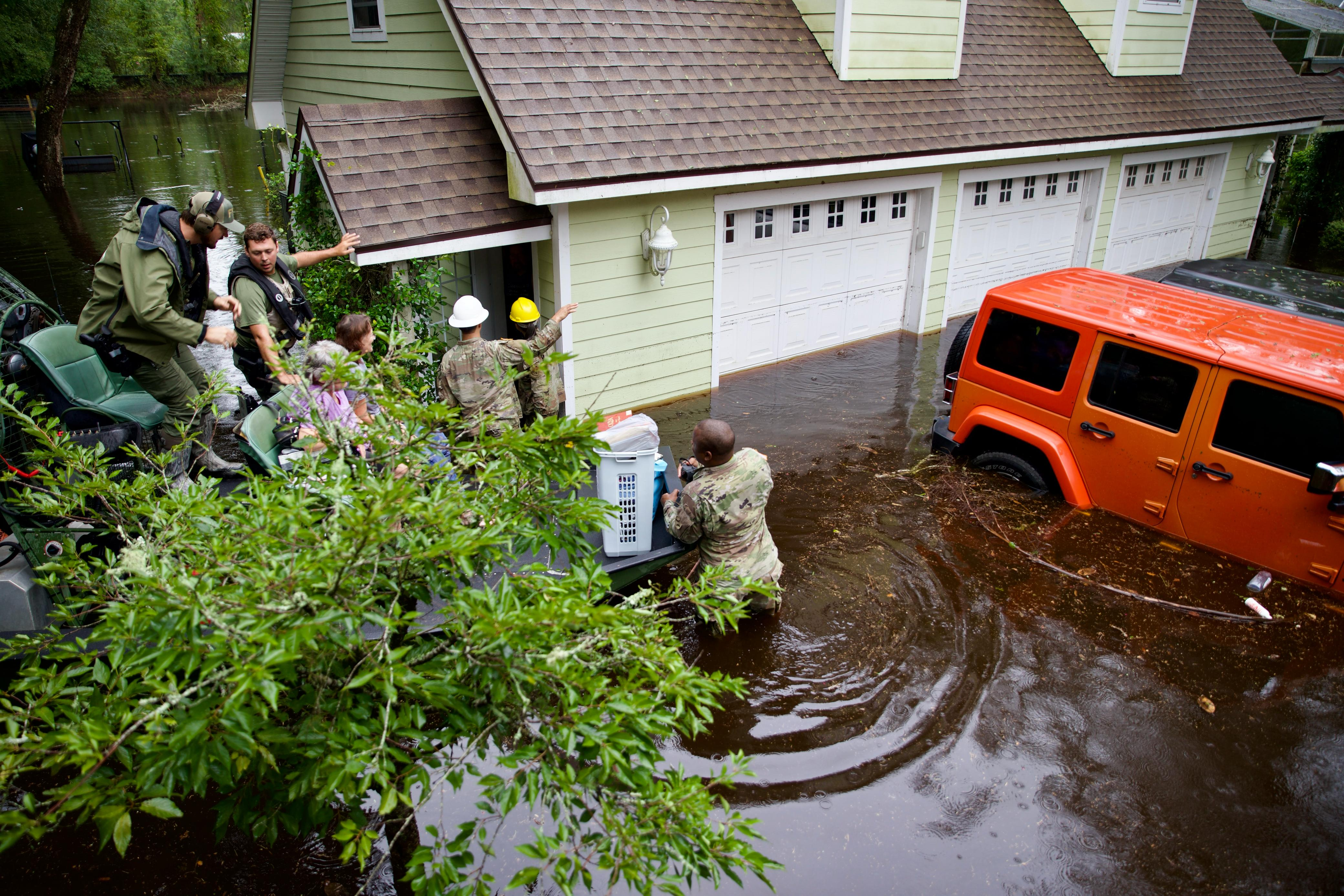
Sauvetage de sinistrés de Debby à Live Oak (Floride).

Les bandes extérieures de Debby ont commencé à toucher le centre et le sud de la Floride le 3 août, apportant des vents violents et des précipitations. Les vents soutenus ont atteint la force d'une tempête tropicale à Everglades City, bien qu'aucun dommage majeur n'ait été signalé. L'onde de tempête de plus de 0,6 m a causé une inondation majeure à Fort Myers Beach. L'érosion des plages a provoqué des fermetures de routes à Siesta Key. Debby a rejeté sur le rivage 25 paquets de cocaïne sur une plage des Keys de Floride.  D'une valeur de plus d'un million de dollars, ils proviendraient de pays voisins des Caraïbes connus pour leur trafic de drogue. La ville de Sarasota a enregistré plus de 510 mm de pluie.
Au moins 6 tornades ont été signalées le 4 août. Lorsque Debby a touché terre le 5 août, près de 250 000 pannes de courant ont été signalées.
Un adolescent a été tué par la chute d’un arbre sur la maison mobile de sa famille à Fanning Springs. Deux personnes sont mortes à cause d'une perte de contrôle de leur voiture sur la chaussée glissante dans le comté de Dixie. Un conducteur de semi-remorque est mort près de Tampa, en tombant dans un canal. Un homme de 48 ans s'est noyé au large de Gulfport après le naufrage partiel de son bateau alors qu'il tentait de survivre à la tempête.

#### Géorgie et Caroline du Sud

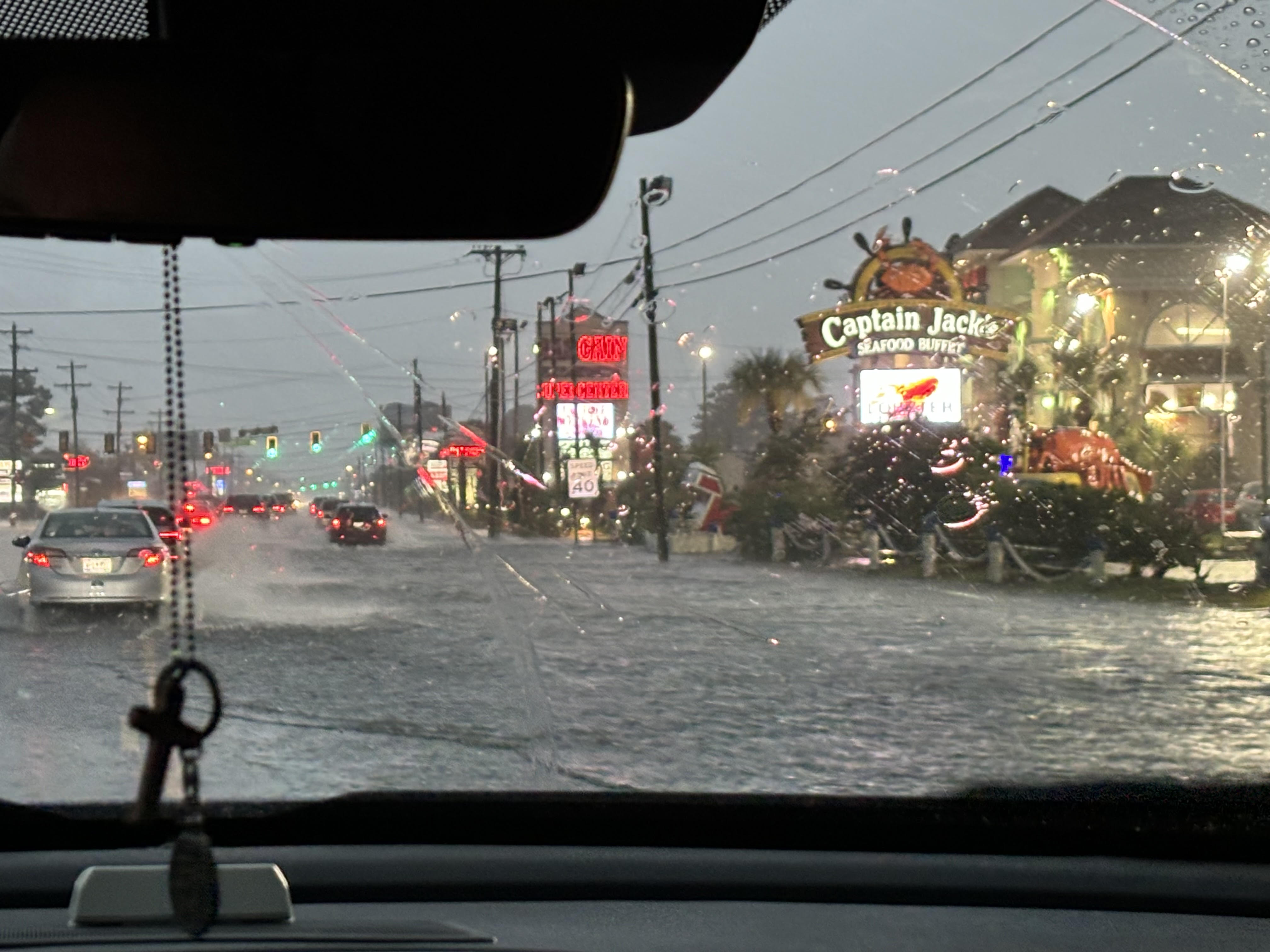
U.S. Route 17 inondée à North Myrtle Beach, Caroline du Sud.

Au moins 11 signalements au National Weather Service le 5 août en Caroline du Sud correspondent aux trajectoires de 4 tornades,. Charleston (Caroline du Sud) et Savannah (Géorgie) ont reçus jusqu'à 300 mm de pluie le long de la côte entre les deux villes en un peu plus de 24 heures du 5 au 6 août. La police a bloqué toutes les routes menant à la péninsule du centre-ville de Charleston par mesure de précaution et des dizaines de rues ont été fermées dans la ville historique en raison d'inondations en raison de l'onde de tempête. Les pompiers de Green Pond, dans le comté de Colleton, en Caroline du Sud, ont signalé que l’eau d’un barrage voisin a débordé mais sans causer son effondrement. Les arbres cassés et les eaux de ruissellement ont bloqué un certain nombre de routes.
En Géorgie, environ 47 000 clients ont été privés d'électricité. En Caroline du Sud, le total a été de plus de 20 000.
Un homme de 19 ans est décédé à Moultrie en Géorgie après qu'un arbre soit tombé sur sa maison.

#### Caroline du Nord et Mid-Atlantic

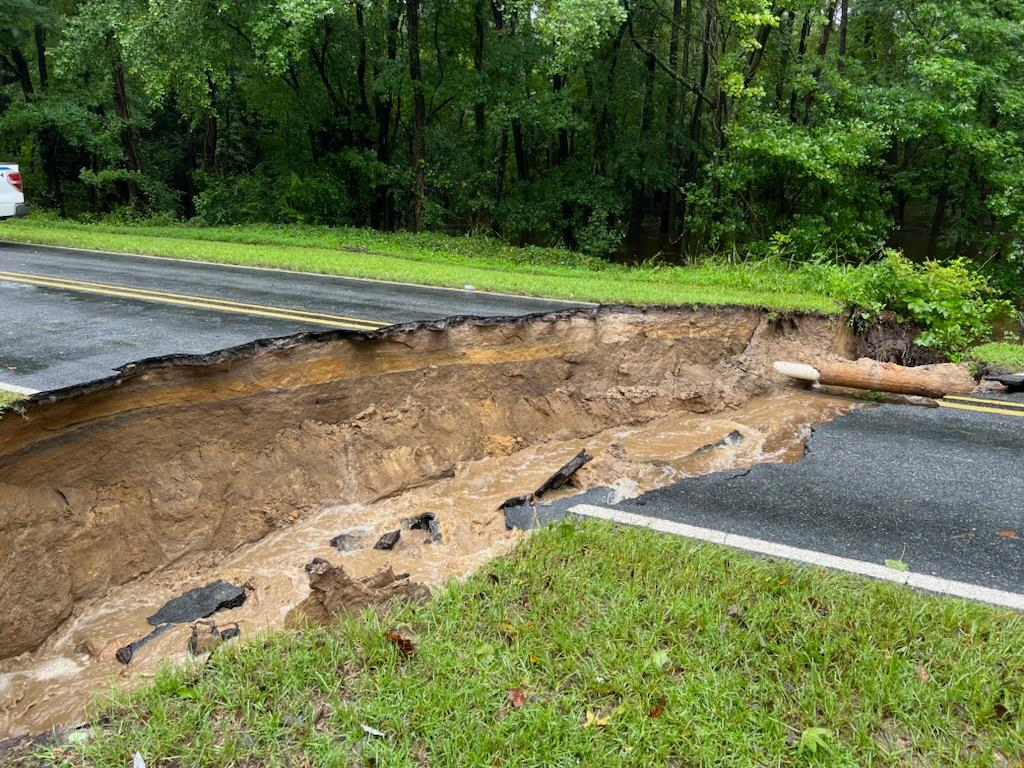
Route emportée par l'eau en Caroline du Nord.

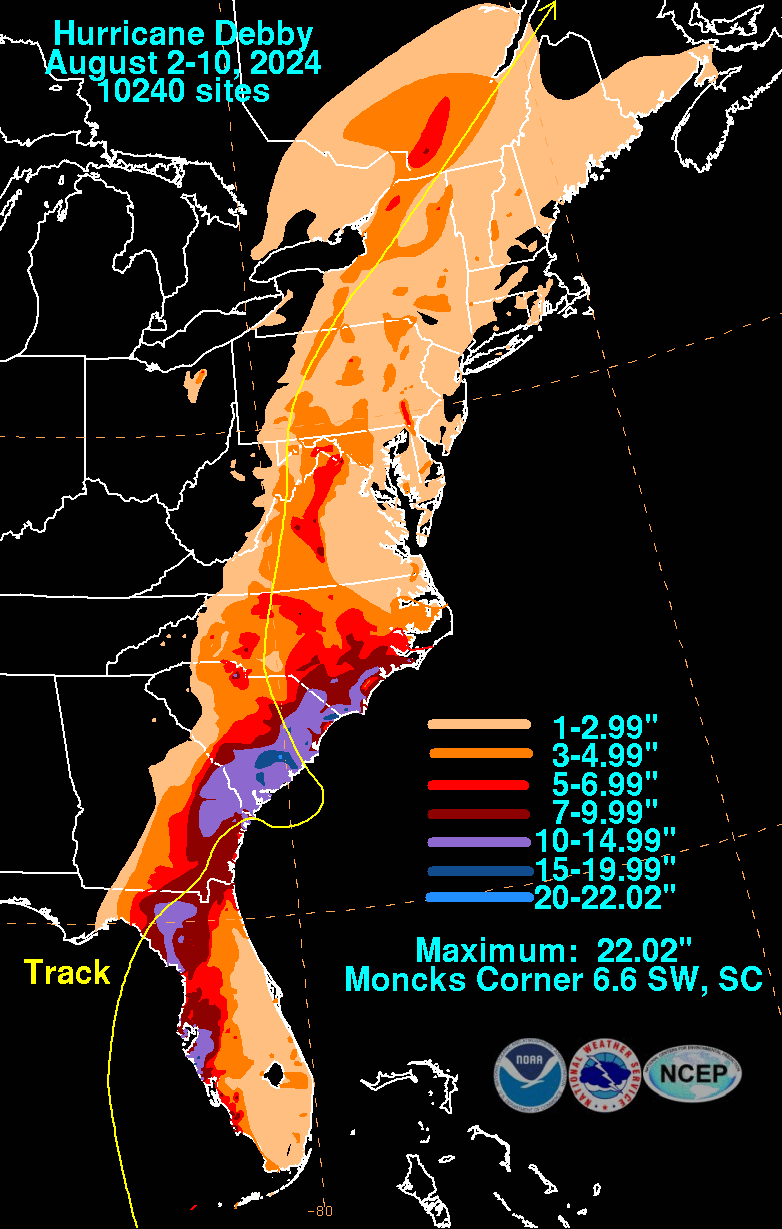
Cartte des précipitations avec Debby.

Il y eut au moins 12 signalements de tornades au National Weather Service les 7 et 8 août sur ces régions, plusieurs causant des dommages importants aux arbres, maisons et infrastructures,.
En Caroline du Nord, ce sont 10 tornades, parmi les plus fortes produites par Debby, qui ont été confirmées dans l'État, dont trois tornades de force EF2 et plus : une EF2 près de Harrells, une autre a causé des dégâts considérables dans le comté de Greene et une EF3 a fait s'effondrer une maison près de Lucama. Trois des autres tornades ont été classées EF1 tandis que les quatre autres ont été classées EF0,,. La tornade du comté de Wilson a aussi causé des dégâts aux murs et au toit de l'école secondaire de Springfield. Un barrage au nord de Fayetteville (Caroline du Nord), s'est rompu à cause des pluies diluviennes, et de 12 à 15 maisons ont été évacuées selon les autorités.Le gouverneur de Caroline du Nord, Roy Cooper, a déclaré avoir activé davantage de troupes de la Garde nationale et ajouté des véhicules de sauvetage en cas d'inondation.
En Virginie, la tempête a provoqué la fermeture du parc national de Shenandoah. Trois tornades EF1 ont rapportées dans l'État, renversant des arbres et des poteaux électriques et endommageant de nombreuses structures, y compris des maisons,. Plus au nord, Washington DC a enregistré 70 mm et quelques zones inondées. Une tornade EF0 a traversé Hedgesville, en Virginie-Occidentale, déracinant et cassant des arbres et des branches. Une autre tornade EF1 s'est produite au nord-ouest de Stanton, Delaware, où un magasin et un lampadaire d'un centre commercial ont été endommagés et des arbres ont été cassés ou déracinés.
Les inondations les plus importantes dans l'État de New York se sont produites dans la région au sud des Finger Lakes. Les fortes pluies ont provoqué des inondations soudaines dans plusieurs villes des comtés de Steuben et d'Allegany, où plus de 100 mm de pluie sont tombés, ainsi qu'à Westfield en Pennsylvanie. De plus, plusieurs routes ont été rendus impraticables à Binghamton, dans l'État de New York. Des inondations importantes se sont également produites dans le nord-est de l'Ohio alors qu'une bande de pluie extérieure associée à Debby a déversé plus de 180 mm de pluie en seulement 3 heures,. Cela a provoqué la crue de la rivière Cuyahoga et a entraîné la fermeture de l'Interstate 76 près de Barberton en raison de la crue. Une tornade de forte intensité EF1 a frappé la partie est de Harrisburg, Pennsylvanie, endommageant gravement les structures et abattant des arbres. Une autre tornade EF0 a également déraciné des arbres près de New Paltz, dans l'État de New York. Dans le centre-sud de l'État de New York et le centre-nord de la Pennsylvanie des évacuations et des secours par hélicoptère ont été nécessaires.
À Long Island , l'humidité tropicale renforcée par Debby a provoqué des inondations le 6 août, avec plus de 100 mm de pluie. Trois jours plus tard, lorsque la tempête est passée, les vents ont atteint 74 km/h à Islip. L'aéroport LaGuardia de New York a imposé un arrêt au sol pendant la tempête.
En Caroline du Nord le 8 août, un homme est décédé dans le comté de Wilson quand sa maison a été frappé par l'une des tornades et une femme de 78 ans est morte lorsqu'un arbre est tombé sur une maison mobile dans le comté de Rockingham. Selon le service météorologique national, le sol saturé d'eau et les vents violents sous les orages ont provoqué la chute de nombreux arbres,.
Plus de 170 000 clients étaient privées d’électricité dans l’Ohio, la Pennsylvanie, New York et le Vermont au 10 août.

#### Nouvelle-Angeletterre
Alors que l'ex-Debby traversait l'intérieur des États-Unis le 10 août, les portions de la région côtière de la Nouvelle-Angleterre ont été confrontées à des courants d'arrachement et à des vagues dangereux pour l'ensemble des côtes du Maine, du Massachusetts, du New Hampshire et du Rhode Island. Plusieurs arbres ont été abattus à Greenwich (Connecticut) et plus de 9 000 personnes se sont retrouvées sans électricité dans l'État,.
Dans le Vermont, des rafales à 97 km/h ont été signalées. À Alburgh, un grand arbre a été abattu et est entré dans une maison, les pompiers ayant dû secourir 3 personnes. Les propriétaires de magasins ont utilisé des sacs de sable et du plastique pour protéger leurs entreprises des précipitations. Le gouverneur Phil Scott a déclaré l'état d'urgence fédéral dans l'État avant l'arrivée des restes de Debby.

### Canada

#### Ontario
Selon les stations du Service météorologique du Canada dans l'Est de l'Ontario, il est tombé de 40 à 70 mm de pluie avec un maximum de plus 100 mm à Ottawa,. La pluie a créé des torrents d'eau qui ont endommagé les routes, coupant certaines complètement. Des centaines de sous-sols ont été inondés en banlieue ouest d'Ottawa et la réserve des Mohawks d'Akwesasne, juste au sud de Cornwall (Ontario), a également signalé des routes et des sous-sols inondés.

#### Québec

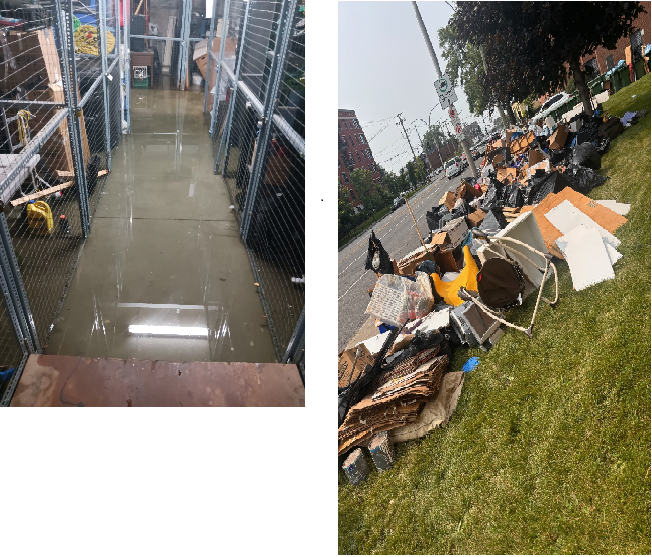
Sous-sol inondé à Montréal et montagne de déchets mis à la rue.

Les vestiges de Debby ont laissé des accumulations totales de pluie de 50 à 100+ mm sur les régions allant de l'Outaouais à celle de Québec et même de la Côte-Nord avec des maxima de 130 à 173 mm dans la région de Montréal et Laval,,. À Mont-Tremblant dans les Laurentides, il est tombé 134 mm, à Trois-Rivières ce fut 114 mm et la région de Charlevoix a reçu 87 mm,. Le centre-ville de Montréal a battu le record sur 24 heures de 103 mm du 8 novembre 1996 avec 145 mm de précipitations et ceci est bien au-dessus de la moyenne mensuelle pour août de 90 mm,. Cependant le maximum absolu a été enregistré à Lanoraie avec 221 mm.
Ceci a provoqué des inondations et des fermetures de routes dans plusieurs régions. À Montréal, de nombreuses rues ont été affectées et l'eau s'est infiltrée dans les sous-sols de plusieurs quartiers. Des portions des autoroutes 13, 15, 19 et 40 ont aussi été fermées. En Estrie et à Sherbrooke plusieurs routes et l'autoroute 55 sont fermées pour les mêmes raisons. Il va de même du côté nord du fleuve Saint-Laurent,. Dans certains cas, les routes ont été emportées par les cours d'eau ou le ruissellement comme à Val-des-Monts en Outaouais, à Rivière-à-Pierre dans Portneuf ainsi qu'à Nominingue et La Macaza dans les Laurentides, isolant certains endroits. Selon le ministère de la sécurité civile, c'est 170 routes qui ont été endommagées. En date du dimanche soir 11 août, une portion de l’autoroute 13 restait fermée sur l'île de Montréal, entre les autoroutes 40 et 520, pour une durée indéterminée,.
De plus, plus de 430 000 clients d'Hydro-Québec ont été privés de courant électrique, dont 60 000 à Montréal. Plus de 1 000 résidences dans les 55 municipalités touchées ont été gravement inondées et plus de 400 personnes ont dû être évacuées selon la Sécurité civile. À Louiseville, la municipalité a déclaré l’état d’urgence pour ses 7 800 citoyens, la presque totalité étant sans eau courante quand la principale conduite d’eau potable a été entraînée dans un glissement de terrain. Les autres municipalités qui ont fait la même déclaration à cause des inondations et des routes emportées sont : Chelsea (Outaouais), Roxton Pond (Estrie), Saint-Didace (Lanaudière), Saint-Félix-de-Valois (Lanaudière), Saint-Lin–Laurentides (Lanaudière), Saint-Roch-de-l'Achigan (Lanaudière), Rivière-Rouge (Laurentides) et Yamachiche (Mauricie). Au 20 août, environ 70 000 réclamations pour des dommages aux habitations avaient été reçues par les assureurs du Québec.
À la suite des pluies diluviennes, les agriculteurs ont subi des pertes à cause de glissements de terrain, de l'inondation et le transport de glaise sur les plantations dans les régions affectées. Au 3 septembre, l'assureur gouvernemental Financière agricole du Québec avait reçu 382 avis de dommages pour l’excès de pluie et les crues lié à la tempête, venant principalement des trois régions de Lanaudière, de la Montérégie et du Centre-du-Québec. Plusieurs autres agriculteurs se demandaient si leurs récoltes étaient consommables.
Le festival Fierté Montréal, le ComediHa ! Fest-Québec et le Festival international de la chanson de Granby ont annulé leurs activités extérieures, alors que l'International de montgolfières de Saint-Jean-sur-Richelieu a reporté sa journée d’ouverture au 12 août et que le parc d'attractions La Ronde a fermé ses portes pour la journée,.
En Mauricie, un octogénaire est porté disparu à Notre-Dame-de-Montauban le soir du 9 août. Il aurait été emporté par les eaux quand la route où il circulait s'est affaissée dans un secteur inaccessible. La Sûreté du Québec a dû utiliser des drones et un hélicoptère pour essayer de le retrouver le long de la rivière Batiscan. L'homme a été retrouvé sans vie le 11 août.
Les vestiges de l’ouragan sont devenus « l’évènement climatique le plus coûteux de l’histoire du Québec », surpassant même le verglas massif de janvier 1998 dans le Nord-Est de l'Amérique du Nord, indiquait le Bureau d'assurance du Canada le 13 septembre 2024. Une estimation des dommages assurés s'élevait à 2,5 milliards $CAN,.

## Aide
Le président américain, Joe Biden, a approuvé l'état d’urgence pour la Floride, à la Géorgie et à la Caroline du Sud. Ceci permet de débloquer des fonds et des ressources fédérales pour ces États.
Le 11 août, le gouvernement du Québec a annoncé une aide financière aux municipalités et aux sinistrés des inondations par le débordement des cours d’eau. Le programme couvre les dommages qui ne sont ni assurés ni assurables,. Le 15 août, le Premier ministre du Québec, François Legault, a annoncé que le gouvernement envisage d'étendre la couverture au refoulement des égouts municipaux vu que ceux-ci n'ont pu suffire à la tâche avec les quantités exceptionnelles de pluie reçues.